# Five Score and Seven Years Ago
Albums de Relient K
Mmhmm
(2004) Let It Snow Baby... Let It Reindeer
(2007)
Five Score And Seven Years Ago est le cinquième album du groupe de rock chrétien Relient K.